# Jack Holloway
Edward James "Jack" Holloway (12 de abril de 1875 – 3 de diciembre de 1967) fue un político australiano que sirvió en la Cámara de Representantes de 1929 a 1951, representando al Partido Laborista. Se desempeñó como ministro del gobierno bajo James Scullin, John Curtin, Frank Forde y Ben Chifley.

## Primeros años
Holloway nació en Hobart, hijo de un cantero. Tenía poca formación y fue aprendiz a una edad temprana como fabricante de botas. A los 15 años de edad se mudó a Melbourne, y más tarde pasó algún tiempo como buscador de oro en Australia Occidental. También trabajó una temporada en Broken Hill. En 1910 regresó a Melbourne y trabajó en tareas de confección de botas. Se convirtió en funcionario de la Australian Boot Trade Employees' Federation, y también participó activamente en el Partido Laborista Australiano. Fue secretario del Comité de No Conscripción durante la Primera Guerra Mundial. En 1916 se convirtió en secretario del Melbourne Trades Hall Council, cargo que ocupó hasta 1929. Era un sindicalista socialista y militante, pero se opuso al comunismo y otras ideologías revolucionarias entonces corrientes en el movimiento sindical.

## Carrera política

### Inicios
En las elecciones federales de 1928, Holloway se presentó como candidato laborista contra el primer ministro nacionalista (conservador) Stanley Bruce, por el escaño de Flinders al sur de Melbourne. Fue derrotado rotundamente, pero buscó una revancha en 1929. Su candidatura fue una protesta contra el plan del gobierno de Bruce para desmantelar el sistema de arbitraje.
Sobre el papel, Holloway enfrentó probabilidades tan desalentadoras como las que había afrontado en 1928. Flinders parecía dar un escaño nacionalista bastante seguro; el Partido Laborista necesitaba un cambio del 10,7 % para arrebatarle el escaño a la Coalición. Sin embargo, el gobierno de Bruce fue expulsado de su cargo después de perder 18 escaños. Bruce incluso perdió su propio escaño ante Holloway después de que las preferencias de un candidato liberal independiente fluyeran principalmente hacia Holloway, lo que fue suficiente para darle la victoria a este último. Esta fue la primera de las dos únicas ocasiones en las que un primer ministro australiano en funciones perdió su propio escaño en una elección general (la otra fue John Howard perdiendo su escaño ante Maxine McKew en 2007).
En el Parlamento, Holloway pronto se encontró en oposición a las políticas del gobierno laborista de James Scullin, un gobierno incapaz de lidiar con la Gran Depresión que comenzó poco después de las elecciones de 1929. Holloway, como el principal sindicalista en el Caucus Laborista, se opuso al Plan de Primeros Ministros deflacionario (que reducía los salarios y las pensiones), y cuando Scullin lo aceptó, renunció a su cargo como Ministro Asistente de Industria, Consejo de Investigación Científica e Industrial, en junio de 1931. El gobierno cayó a finales de año, lo que obligó a unas elecciones anticipadas. Con la disminución del apoyo laborista, Holloway sabía que sus posibilidades de mantener su escaño en Flinders eran escasas. No solo era un sindicalista que ocupaba un escaño de clase alta tradicional, sino que Bruce se estaba preparando para una revancha. Para evitar el desquite, Holloway se transfirió al escaño laborista asegurado de Melbourne Ports, cuyo actual diputado laborista, James Mathews, se retiraba. La suposición de Holloway resultó ser correcta. Mientras que Flinders volvió a la forma con Bruce ganando en un 18,5 %, Holloway retuvo Melbourne Ports para los laboristas sin serias dificultades, ya que las dos facciones laboristas se redujeron a solo 18 escaños entre ellas.
En la oposición, Holloway estaba decidido a que el Partido Laborista nunca más adoptara lo que él veía como políticas antiobreras. Cuando Scullin se retiró como líder laborista en 1935, Holloway se opuso a la candidatura de Frank Forde para sucederlo con el argumento de que Forde apoyó el Plan de los Primeros Ministros cinco años antes. Lanzó el apoyo de los miembros izquierdistas del caucus a John Curtin, quien ganó la votación de liderazgo por un solo voto. Holloway se convirtió así en uno de los partidarios más poderosos de Curtin.

### Ministerios
Cuando el Partido Laborista llegó al poder en octubre de 1941, Curtin nombró a Holloway Ministro de Servicios Sociales y Ministro de Salud. En 1943, cuando el Partido Laborista ganó grandes mayorías en ambas cámaras del Parlamento, Holloway se convirtió en Ministro de Trabajo y Servicio Nacional. Bajo las regulaciones de tiempos de guerra, esto le dio un poder casi ilimitado sobre la fuerza de trabajo y la asignación de mano de obra. Cuando Curtin murió en 1945, Holloway se opuso nuevamente a la candidatura de liderazgo de Forde, ayudando a asegurar que Ben Chifley, como él mismo un ex sindicalista, fuera elegido líder.
En abril y mayo de 1949, Holloway sirvió como primer ministro interino durante 17 días, mientras que Chifley y el líder adjunto laborista (vice primer ministro de facto) Herbert Vere Evatt estaban fuera del país.
Holloway conservó su cartera laborista bajo Chifley, y jugó un papel destacado en la derrota de la huelga de 1949 en la industria del carbón, que había sido fomentada por el Partido Comunista de Australia como un desafío al Partido Laborista. Esto le causó la ruptura con algunas de sus amistades de toda la vida en el movimiento sindical. Cuando el gobierno de Chifley fue derrotado en 1949, Holloway, que ya tenía 74 años, se retiró a la banca. Frank Crean reemplazó a Holloway como el siguiente miembro de Melbourne Ports en 1951. Fue nombrado Consejero Privado y se retiró del parlamento en 1951. Vivió en el barrio periférico de St Kilda en Melbourne hasta su muerte en 1967.

## Cargos
| Parlamento australiano        | |                        |
| Predecesor: Stanley Bruce     | Miembro del Parlamento australiano por la División de Flinders 12 de octubre de 1929 19 de diciembre de 1931                | Sucesor: Stanley Bruce |
| Predecesor: James Mathews     | Miembro del Parlamento australiano por la División de Melbourne Ports 19 de diciembre de 1931 19 de marzo de 1951           | Sucesor: Frank Crean   |
| Cargos políticos              | |                        |
| Predecesor: Frederick Stewart | Ministro de Sanidad y Atención a personas mayores Ministro de Servicio Social 7 de octubre de 1941 21 de septiembre de 1943 | Sucesor: James Fraser  |
| Predecesor: Eddie Ward        | Ministro de Trabajo y Servicio Nacional 21 de septiembre de 1943 19 de diciembre de 1949                                    | Sucesor: Harold Holt   |